# Grodzisko na Jeziorze Słupeckim
Kopiec szwedzki – grodzisko kultury łużyckiej, znajdujące się na Jeziorze Słupeckim w pobliżu Słupcy (powiat słupecki).

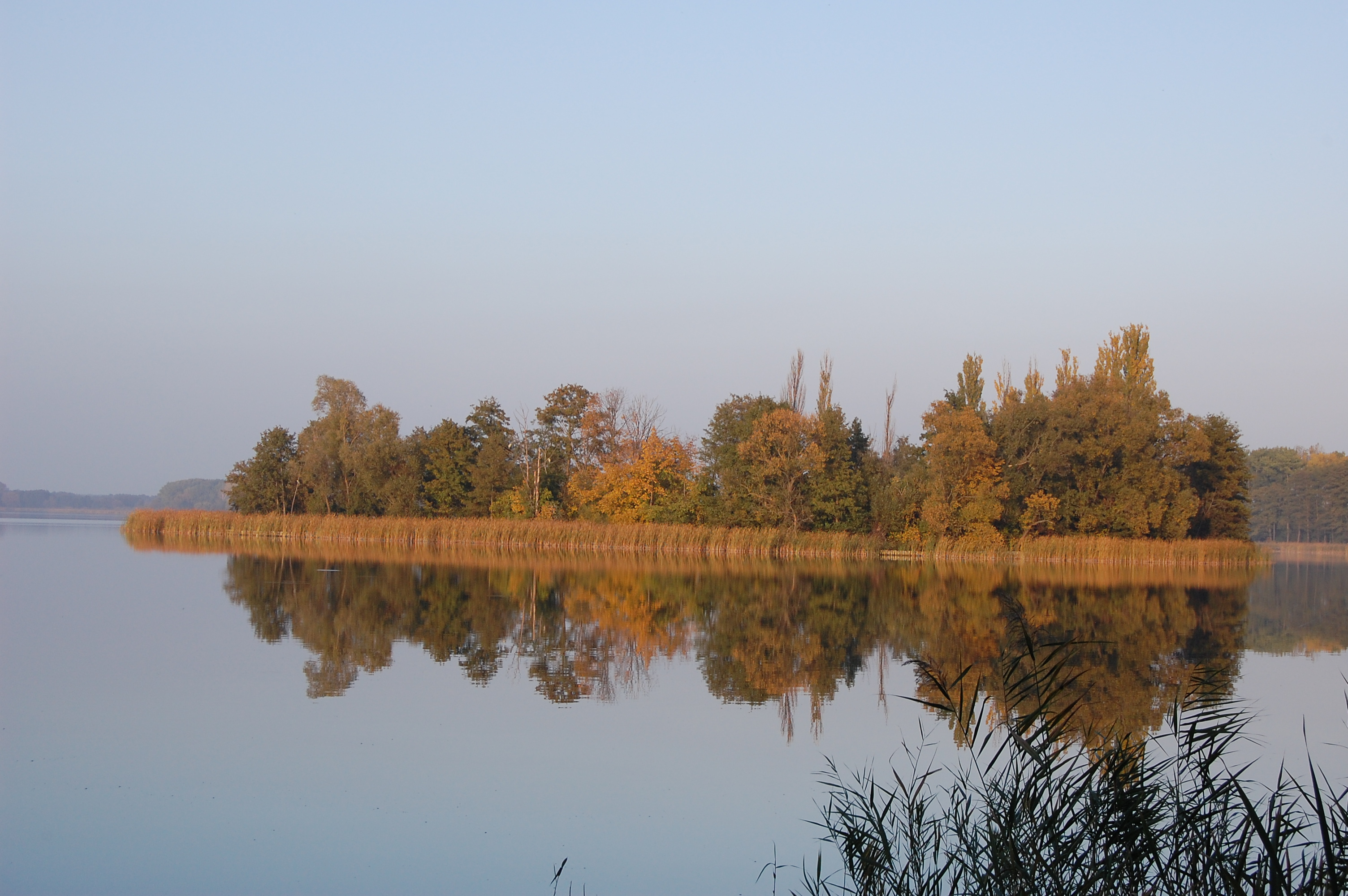
Kopiec Szwedzki na Jeziorze Słupeckim

## Historia
Jego nazwa wiąże się z legendą opowiadającą o wydarzeniach z czasów najazdu szwedzkiego na ziemie polskie. Według tej legendy mieszkańcy osady przepędzili Szwedów używając fortelu. Przywiązali krowom do rogów pochodnie, obwiesili je łańcuchami i innymi przedmiotami z żelaza, co razem, w panujących ciemnościach, dało przerażający efekt i spowodowało paniczną ucieczkę najeźdźców.
W 1955 roku poprzez spiętrzenie wód rzeki Meszny utworzono jezioro słupeckie, a grodzisko stało się wyspą. 
W 2024 roku oddano do użytku 200 metrowy pomost z platformą widokową z której można zobaczyć kopiec z bliska. 

## Wykopaliska

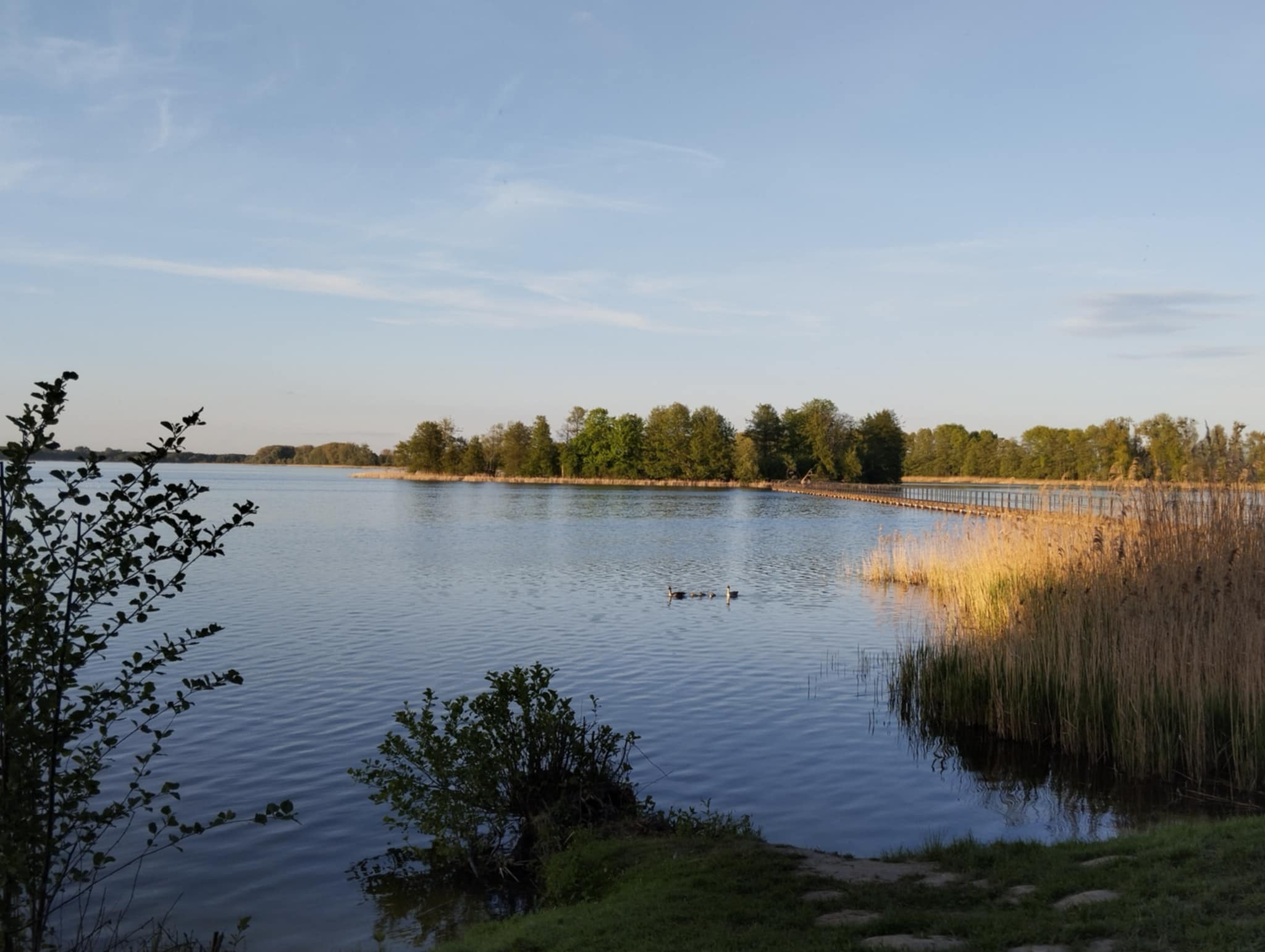
Grodzisko - 2025 rok

Dokładniejszym badaniom poddane zostało w 1953 roku podczas stacjonarnych wykopalisk przeprowadzonych przez Tadeusza Malinowskiego, a wiążących się z pracami zmierzającymi do utworzenia na torfowisku otaczającym grodzisko sztucznego zbiornika wodnego.